# جيلبرتو دوس سانتوس
غيلبرتو دوس سانتوس هو لاعب كرة قدم لبناني، ولد في 27 أغسطس 1975 في جرامودا في البرازيل. شارك مع منتخب لبنان لكرة القدم. أما مع النوادي، فقد لعب مع نادي الإخاء الأهلي عاليه ونادي النجمة.

## وصلات خارجية
- جيلبرتو دوس سانتوس على موقع الاتحاد الدولي (مؤرشف)  (الإنجليزية)
- جيلبرتو دوس سانتوس على موقع قاعدة بيانات كرة القدم.إي يو (الإنجليزية)
- جيلبرتو دوس سانتوس على موقع ناشيونال فوتبول تيمز (الإنجليزية)